# Leucophanella borneensis
Leucophanella borneensis là một loài rêu trong họ Calymperaceae. Loài này được Hampe M. Fleisch. mô tả khoa học đầu tiên năm 1923.